# Luzuriaga marginata
Luzuriaga marginata är en alströmeriaväxtart som först beskrevs av Joseph Gaertner, och fick sitt nu gällande namn av George Bentham och Joseph Dalton Hooker. Luzuriaga marginata ingår i släktet Luzuriaga och familjen alströmeriaväxter. Inga underarter finns listade i Catalogue of Life.